# Kaag en Braassem
Kaag en Braassem este o comună și o localitate în provincia Olanda de Sud, Țările de Jos. Comuna a fost înființată la data de 1 ianuarie 2009 prin fuziunea comunelor Alkemade și Jacobswoude.

## Localități componente
Comuna Kaag en Braassem este formată din localitățile: Hoogmade, Kaag, Leimuiden, Nieuwe Wetering, Oud-ADE, Oude Wetering, Rijnsaterwoude, Rijpwetering, Roelofarendsveen, Woubrugge.